# Enzo Celulari
Enzo Motta Raia Celulari (Rio de Janeiro, 15 de abril de 1997) é um influenciador digital e empresário brasileiro.

## Biografia
Enzo Motta Raia Celulari, nasceu em 15 de abril de 1997, no Rio de Janeiro, é filho de Cláudia Raia e Edson Celulari.
Celulari é formado em administração através da Fundação Armando Alvares Penteado (FAAP).
É destaque na  Under 30 2020, na categoria Terceiro Setor e Empreendedorismo, lista anual da Forbes.
Lutando pelas causas sociais, fez arrecadação de 1,2 milhões de reais em doação para a pandemia. o empreendedor também luta pelas causas ambientais. É o CEO do Instituto Dadivar.

## Vida pessoal
Em 2013, teve um caso com a Nicole Bahls, segundo informa a mãe de Enzo (Cláudia Raia) era contra o relacionamento de ambos pelo fato dele ser novo, Nicole tem 12 anos de idade a mais que ele. Também teve relacionamento com a Carol Garson. Em 2020, teve um relacionamento com Victória Grendene.
Em 2021, assumiu namoro com Bruna Marquezine.